# Aethriscus
Genre
Aethriscus est un genre d'araignées aranéomorphes de la famille des Araneidae.

## Distribution
Les espèces de ce genre vivent en Afrique.

## Liste des espèces
Selon World Spider Catalog (version 17.0, 19/01/2016) :
- Aethriscus olivaceus Pocock, 1902
- Aethriscus pani Lessert, 1930

## Publication originale
- Pocock, 1902 : Some new African spiders. Annals and Magazine of Natural History, sér. 7, vol. 10, p. 315-530 (texte intégral).